# Max Vigerie
Pour les articles homonymes, voir Vigerie.
Pas d'image ? Cliquez ici

a Compétitions nationales et continentales officielles uniquement.

b Matchs officiels uniquement.
Max Vigerie, né le 28 novembre 1906 à Villeréal (Lot-et-Garonne) et mort le 25 octobre 1986 dans le même village, est un joueur international français de rugby à XV évoluant au poste de centre au SU Agen.

## Biographie
Outre le SU Agen, il évolue à l'US Villeréal, au Bordeaux EC et à l'US Fumel Libos.
En dehors du rugby, il est pharmacien à Villeréal.

## Statistiques en équipe nationale
- 1 sélection en équipe de France en 1931.
- Tournoi des Cinq Nations disputé : 1931.

## Palmarès
- Vainqueur du Championnat de France en 1930 avec le SU Agen.